# The Chasm
The Chasm es una banda mexicana de death metal, que reside en Chicago desde 2000.
Sus composiciones, además de versar sobre los temas convencionales del death metal, están inspiradas en motivos místicos y mitológicos. 
La banda se formó con los principales miembros de la banda mexicana Cenotaph.
El 15 de septiembre de 2009, lanzan a la venta su más reciente producción titulada Farseeing The Paranormal Abysm, después de 5 años desde su último disco

## Discografía
- Awaiting The Day Of Liberation (DEMO)(1993)
- Procreation of the Inner Temple (1994)
- From The Lost Years (1995)
- Deathcult For Eternity: The Triumph (1998)
- Procession To The Infraworld (1999)
- Reaching The Veil of Death (EP) (2001)
- Conjuration of the Spectral Empire (2002)
- The Spell of Retribution (2004)
- Farseeing The Paranormal Abysm (2009)
- A Conscious Creation From The Isolated Domain - Phase I (2015)
- The Scars Of A Lost Reflective Shadow (2022)

## Miembros

### Miembros actuales
- Daniel Corchado - voz, guitarra (1992-presente)
- Antonio León - batería (1992-presente)

### Músicos adicionales
- George Velaetis - bajo eléctrico (2003, 2005, 2006)

### Miembros anteriores
- Erick Díaz-Soto - guitarra (1992-1993, 1994-1997)
- Luis Martínez - bajo eléctrico (1992-1994)
- Rodolfo Riverón - bajo eléctrico (1994)
- Roberto Valle - bajo eléctrico (1999)
- Alfonso Polo - bajo eléctrico (2001-2003)
- Julio Viterbo - guitarra (1999-2012)
- Luis Antonio Ramos - guitarra (1994)